# Ewelina Lisowska (EP)
Ewelina Lisowska – debiutancki minialbum polskiej piosenkarki Eweliny Lisowskiej, wydany 7 sierpnia 2012 przez wytwórnię HQT Music Group w dystrybucji Universal Music Polska.
Album składa się z sześciu utworów, w tym pięciu anglojęzycznych oraz jednego polskiego. Płytę promował singel „Nieodporny rozum”, który premierę miał 31 lipca 2012.

## Lista utworów
| Nr | Tytuł               | Autorzy                                                | Producent          | Czas  |
| -- | ------------------- | ------------------------------------------------------ | ------------------ | ----- |
| 1. | „Countdown”         | Gaby Jangfeldt, M. Venge, Sharon Vaughn, Simon Triebel | Tabb               | 3:10  |
| 2. | „Boy Next Door”     | Ewelina Lisowska, Johannes Burmann                     | Brand Blank        | 3:33  |
| 3. | „The Way I Do”      | Maria Marcus, Niclas Lundin, Tania Doko                | Maria Marcus       | 3:46  |
| 4. | „Strawberry Cake”   | Ewelina Lisowska, Maciej Wiergowski                    | Bartosz Socha      | 4:56  |
| 5. | „Elizabethan Woman” | Ewelina Lisowska, Maciej Wiergowski                    | Bartosz Socha      | 3:38  |
| 6. | „Nieodporny rozum”  | Ewelina Lisowska, Johannes Burmann                     | Brand Blank        | 3:33  |
|    |                     |                                                        | Całkowita długość: | 22:36 |